# Little Broken Hearts
Little Broken Hearts (стилизовано как …Little Broken Hearts, Маленькие разбитые сердца) — пятый студийный альбом американской певицы и автора песен Но́ры Джонс, выпущенный 25 апреля 2012 года, на лейбле Blue Note Records. Это также первый релиз Норы сольно с выпуска альбома The Fall в 2009-м году.

## Об альбоме
Запись Little Broken Hearts происходила в Лос-Анджелесе, Калифорния на студиях звукозаписи Mondo Studio и Electro Vox Studios в 2011 году.
Альбом был спродюсирован Брайаном Бёртоном, более известным как Danger Mouse, который прежде всего запомнился своими работами с The Black Keys, Gnarls Barkley, и Беком, а также многими другими. 15 апреля альбом полностью был доступен для прослушивания в сети на NPR.

## Список композиций
Слова и музыка всех песен — Нора Джонс и Брайан Бёртон.
| №   | Название               | Длительность |
| --- | ---------------------- | ------------ |
| 1.  | «Good Morning»         | 3:17         |
| 2.  | «Say Goodbye»          | 3:27         |
| 3.  | «Little Broken Hearts» | 3:12         |
| 4.  | «She’s 22»             | 3:10         |
| 5.  | «Take It Back»         | 4:06         |
| 6.  | «After the Fall»       | 3:42         |
| 7.  | «4 Broken Hearts»      | 2:59         |
| 8.  | «Travelin’ On»         | 3:06         |
| 9.  | «Out on the Road»      | 3:28         |
| 10. | «Happy Pills»          | 3:34         |
| 11. | «Miriam»               | 4:25         |
| 12. | «All a Dream»          | 6:29         |

| №   | Название                           | Длительность |
| --- | ---------------------------------- | ------------ |
| 13. | «I Don’t Wanna Hear Another Sound» | 3:33         |
| 14. | «Killing Time»                     | 3:41         |
| 15. | «Out on the Road» (Mondo Version)  | 3:20         |